# یوساکو اونو
یوساکو اونو (انگلیسی: Yusaku Ueno؛ زادهٔ ۱ نوامبر ۱۹۷۳) بازیکن فوتبال اهل ژاپن است.
از باشگاه‌هایی که در آن بازی کرده‌است می‌توان به باشگاه فوتبال سانفریس هیروشیما، باشگاه فوتبال آویسپا فوکوئوکا، باشگاه فوتبال آلبیرکس نیگاتا، و باشگاه ورزشی توچیگی اشاره کرد.